# Iwtschenko AI-25

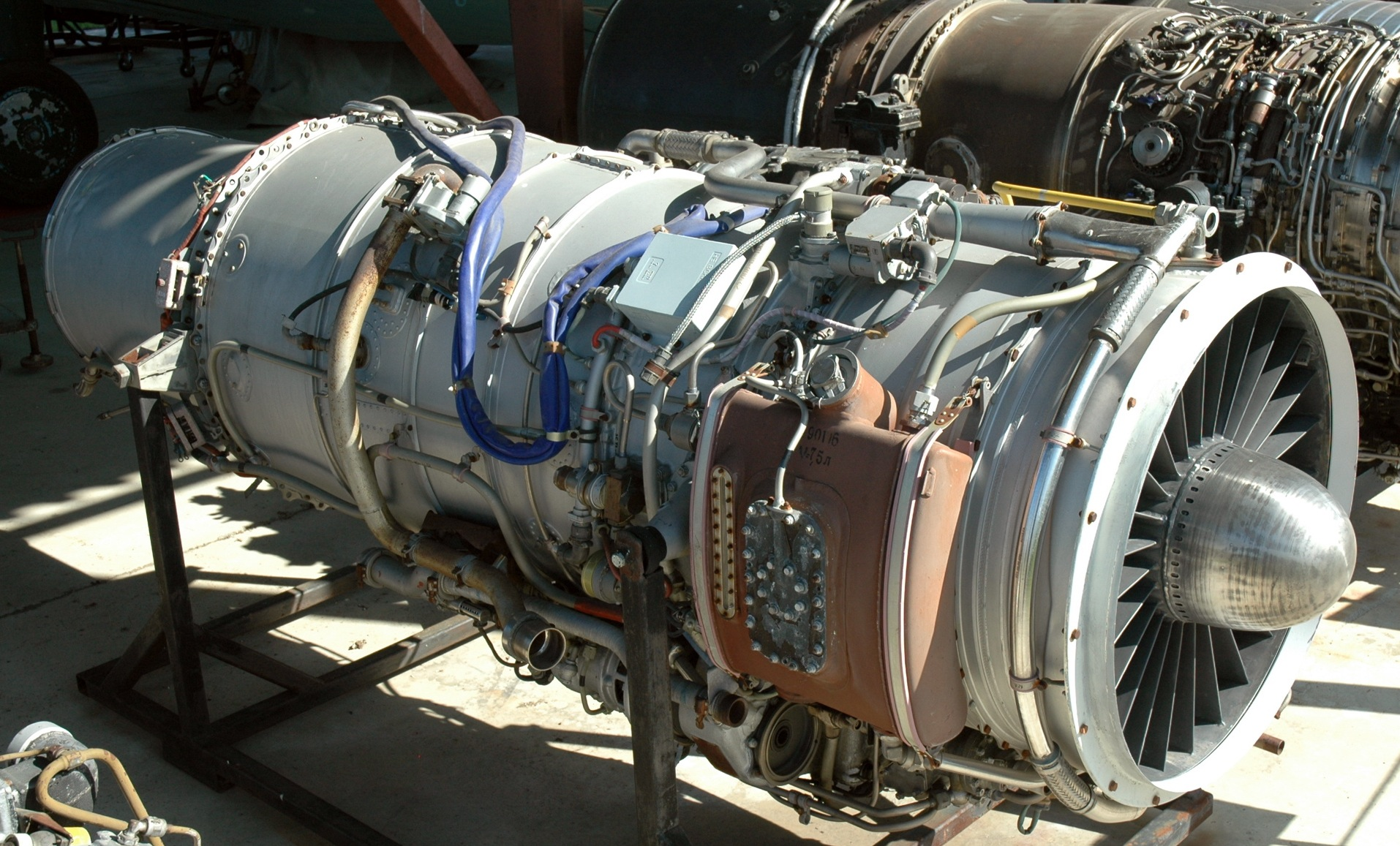
AI-25TL-Triebwerk, ausgestellt im Szolnoki Repülőmúzeum in Ungarn

Das Iwtschenko Progress AI-25 ist ein Zweiwellen-Turbofantriebwerk des sowjetischen Herstellers Iwtschenko Progress, das für das Kurzstreckenverkehrsflugzeug Jak-40 entwickelt wurde. Es war das erste Bypass-Triebwerk, das in der UdSSR für Kurzstreckenflugzeuge eingesetzt wurde. Nach wie vor wird das Aggregat vom ukrainischen Flugzeugmotorenhersteller Motor Sitsch in der 2E-Serie produziert.
Die Serienproduktion lief im Jahr 1967 im Werk Nr. 478 in Saporoschje an und seitdem wurden über 9360 Stück in den Varianten AI-25, AI-25TL, AI-25TLK und AI-25TLSch ausgeliefert. Verwendung findet das Triebwerk in folgenden Flugzeugmustern:
- Aero L-39
- Comp Air Jet
- Hongdu JL-8
- PZL M-15 Belphegor
- Jakowlew Jak-40
- Antonow An-50 (vorgesehen)
- Bayraktar Kizilelma A

## Technische Daten
→Quellen
- Länge: 3350 mm
- Durchmesser: 1000 mm
- Leergewicht: 350 kg

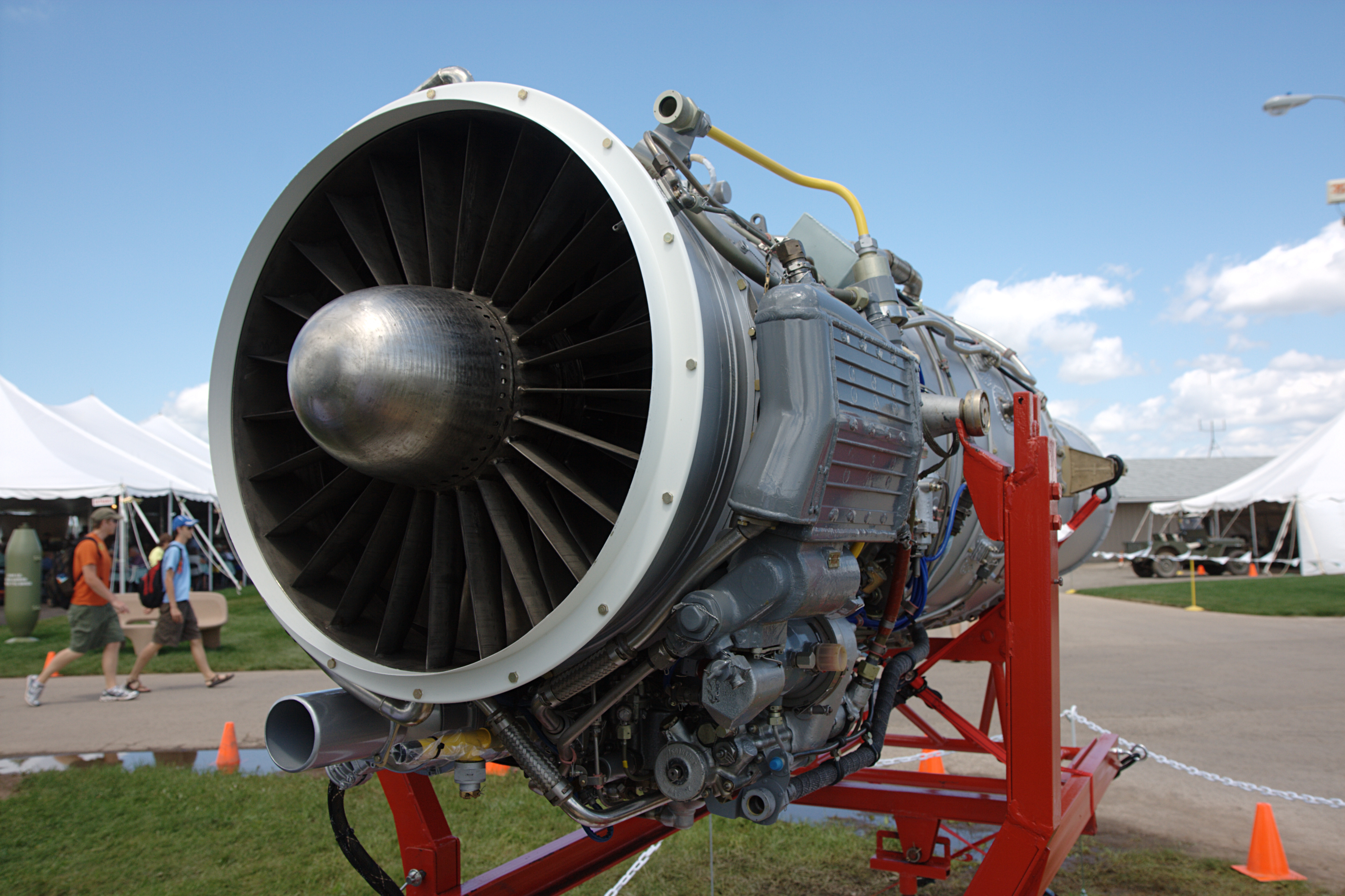
AI-25TL einer L-39 Albatros

- Kompressor: Axial, 3 Niederdruckverdichterstufen, 9 Hochdruckverdichterstufen
- Brennkammer: ringförmig
- Turbine: 2 Hochdruckturbinenstufen, 1 Niederdruckturbinenstufe
- Maximale Schubkraft: 16,9 kN
- Gesamtdruckverhältnis: 9,5:1
- Spezifischer Kraftstoffverbrauch: 58,6 kg/(kN h)
- Schub-Gewichtsverhältnis: 4,9:1